# 保羅·勞塔爾
保羅·勞塔爾（Paul Nuttall，1976年11月30日—）是一位英格蘭政治人物。他自称是希爾斯堡慘案的倖存者之一。他在2004年加入英國獨立黨。
他於2004年至2018年為英國獨立黨員，並且於2016年至2017年為該黨黨魁。2018年退黨並於翌年加入脫歐黨。他由2009年至2019年任歐洲議會西北英格蘭選區的議員。